# Bad Bevensen
Bad Bevensen – miasto uzdrowiskowe w Niemczech, w kraju związkowym Dolna Saksonia, w powiecie Uelzen, siedziba gminy zbiorowej Bevensen-Ebstorf. Leży na Pustaci Lüneburskiej, nad rzeką Ilmenau.
Do 31 października 2011 miasto było siedzibą gminy zbiorowej Bevensen.

## Współpraca
- Demmin, Meklemburgia-Pomorze Przednie
- South Molton, Wielka Brytania
- Wolsztyn, Polska
- Chojnice, Polska